# Nabua (Camarines Sur)
Nabua ist eine philippinische Stadtgemeinde in der Provinz Camarines Sur, in der Verwaltungsregion V, Bicol. Sie hat 83.874 Einwohner (Zensus 1. August 2015), die in 42 Barangays lebten. Die Gemeinde liegt an der wichtigen Nord-Süd-Verbindung, dem Maharlika Highway, ca. 22 km südöstlich von der Provinzhauptstadt Pili entfernt. Ihre Nachbargemeinden sind Bula und Baao im Norden, Bato im Süden, Iriga City im Osten und Balatan im Westen.

## Baranggays
| - Angustia (Angustia Inapatan) - Antipolo Old - Antipolo Young - Aro-aldao - Bustrac - Inapatan (Del Rosario Inapat) - Dolorosa (Dolorosa Inapatan) - Duran (Jesus Duran) - La Purisima (La Purisima Agu) - Lourdes Old - Lourdes Young - La Opinion - Paloyon Proper (Sagrada Paloyon) - Salvacion Que Gatos | - San Antonio (Pob.) - San Antonio Ogbon - San Esteban (Pob.) - San Francisco (Pob.) - San Isidro (Pob.) - San Isidro Inapatan - Malawag (San Jose Malawag) - San Jose (San Jose Pangaraon) - San Juan (Pob.) - San Luis (Pob.) - San Miguel (Pob.) - San Nicolas (Pob.) - San Roque (Pob.) - San Roque Madawon | - San Roque Sagumay - San Vicente Gorong-Gorong - San Vicente Ogbon - Santa Barbara (Maliban) - Santa Cruz - Santa Elena Baras - Santa Lucia Baras - Santiago Old - Santiago Young - Santo Domingo - Tandaay - Topas Proper - Topas Sogod - Paloyon Oriental |